# Seznam běloruských spisovatelů
Seznam běloruských spisovatelů obsahuje přehled některých významných spisovatelů, narozených nebo převážně publikujících v Bělorusku.

## A
- Vjačaslaŭ Adamčyk (1933–2001)
- Alěs Adamovič (1927–1994)
- Anton Adamovič (1909–1998)
- Valjancin Akudovič (* 1950)
- Světlana Alexijevičová (* 1948)
- Francišak Aljachnovič (1883–1944)
- Aleś Ancipenka (* 1953)
- Uladzimer Arloŭ (* 1953)
- Natalla Arseńńeva (1903–1997)

## B
- Ihar Babkoŭ (* 1964)
- Maksim Bahdanovič (1891–1917)
- Francišak Bahuševič (1840–1900)
- Ryhor Baradulin (1935–2014)
- Alherd Bacharevič (* 1975)
- Jan Barszczewski (1794–1851)
- Juraś Barysevič (* 1966)
- Aleś Bembel (* 1939)
- Pjatruś Broŭka (1905–1980)
- Janka Bryl (1917–2006)
- Vasil Bykav (1924–2003)

## Č
- Jan Čačot (1796–1847)
- Kuźma Čorny (1900–1944)

## D
- Vincent dunin-Marcinkevič (asi 1808–1884)
- Uladzimir Duboŭka (1900–1976)

## H
- Maksim Harecki (1893–1938)
- Aleś Harun (1887–1920)
- Larysa Henijuš (1910–1983)
- Nil Hilevič (* 1931)
- Piatro Hlebka (1905–1969)
- Adam Hlobus (* 1958)
- Mikola Husoŭski (1470–1533)

## Ch
- Andrej Chadanovič (* 1973)

## J
- Mikola Jermalovič (1921–2000)

## K
- Kastuś Kalinoŭski (1838–1864)
- Juhasja Kaljada (* 1981)
- Jakub Kolas (1882–1956)
- Uladzimir Karatkevič (1930–1984)
- Kandrat Krapiva (1896–1991)
- Ryhor Krušyna (1907–1978)
- Janka Kupala (1882–1942)

## L
- Vaclaŭ Lastoŭski (1883–1938)
- Janka Lučyna (1851–1897)
- Michaś Lyńkoŭ (1899–1975)

## M
- Janka Maŭr (1883–1971)
- Aleh Minkin (* 1952)
- Alexandr Mironov (1910–1992)
- Pavel Miśko (1931–2011)
- Valžyna Mort (* 1981)
- Andrej Mryj (1893–1943)

## N
- Janka Njomanski (1890–1937)

## P
- Pimen Pančanka (1917–1995)
- Aleś Petraškevič (1930–2012)
- Sjarhej Pjasecki (1901–1964)
- Simjaon Polacki (1629–1680)
- Aleś Prudnikau (1910–1941)
- Pavel Prudnikau (1911–2000)

## R
- Franciška Uršula Radzivil (1705–1753)
- Vikenci Ravinski (1786–1855)
- Aleś Razanaŭ (* 1947)
- Maryja Roŭda (* 1975)

## S
- Eduard Skobelev (* 1927)
- Władzisław Syrokomla (1823–1862)

## Š
- Ivan Šamjakin (1921–1984)
- Uladzimir Šycik (1922–2000)

## T
- Maksim Tank (1912–1995)
- Cyril Turovský (1130–1182)

## V
- Jurka Vićbič (1905–1975)
- Jan Vislicki (1485–1520)
- Anatol Vjaljuhin (* 1923)
- Vital Voranau (* 1983)

## Z
- Michaś Zarecki (1901–1944)

## Ž
- Uladzimir Žylka (1900–1933)